# Портрет заміжньої дами
«Портрет заміжньої дами» (ісп. Retrato de mujer sentada) — картина нідерландського живописця Антоніса Мора. Створена у 1560—1565 роках. Зберігається у Музеї Прадо в Мадриді (інв. ном. P2114).

## Опис
Колекція портретів Мор ван Дасхорста в музеї Прадо свідчить про його велику популярність у суспільстві. Замовлення, отримані ним від багатих бюргерів Голландії, Фландрії і Англії, не поступаються придворним ні за кількістю, ні за якістю.
Цей жіночий портрет красномовно свідчить про наслідування цього суспільного стану вищим класам у формі представлення самих себе. Дама, що сидить у тій ж позі, що і англійська королева Марія Тюдор на відомому портреті (див. «Марія Тюдор, королева Англії, друга дружина Філіпа II», 1554), але одягнена в сувору бюргерську сукню, тримає на колінях песика — символ вірності.